# Eristalis
Eristalis là một chi ruồi trong họ Syrphidae.
Chi này có 99 loài .

## Các loài
| - Eristalis aenea (Scopoli, 1763) - Eristalis abusiva Collin, 1931 - Eristalis agrorum Wiedemann, 1830 - Eristalis alleni Thompson, 1997 (Paul Allen's Flower Fly) - Eristalis alpina (Panzer, 1798) - Eristalis anthophorina (Fallén, 1817) - Eristalis arbustorum (Linnaeus, 1758) - Eristalis barda (Say, 1829) - Eristalis basilaris Macquart, 1834 - Eristalis bellardii Jeannicke, 1867 - Eristalis bogotensis Macquart, 1842 - Eristalis brousii Williston, 1882 - Eristalis calida Walker, 1849 - Eristalis cerealis Fabricius, 1805 - Eristalis circe Williston, 1891 - Eristalis corymbus Violovitsh, 1975 - Eristalis croceimaculata Jacobs, 1900 - Eristalis cryptarum (Fabricius, 1794) - Eristalis deserta Violovitsh, 1977 - Eristalis dimidiata Wiedemann, 1830 - Eristalis dubia Macquart, 1834 - Eristalis fenestrata De Meijere, 1908 - Eristalis flavipes Walker, 1849 - Eristalis fraterculus (Zetterstedt, 1838) - Eristalis gatesi Thompson, 1997 (Bill Gates' Flower Fly) - Eristalis gomonojunovae Violovitsh, 1977 - Eristalis hirta Loew, 1866 - Eristalis horticola (De Geer, 1776) - = Eristalis lineata (Harris, 1776) - Eristalis intricarius (Linnaeus, 1758) - Eristalis japonica Van der Goot, 1964 - Eristalis jugorum Egger, 1858 - Eristalis kamtshatica Violovitsh, 1977 | - Eristalis katoi Shiraki, 1968 - Eristalis kyokoae Kimura, 1986 - Eristalis latifrons Zetterstedt, 1843 - Eristalis lunata De Meijere, 1908, 1776 - Eristalis marfax Curran, 1947 - Eristalis nemorum (Linnaeus, 1758) - = Eristalis interrupta (Poda, 1761) - Eristalis obscura (Loew, 1866) - Eristalis oestracea (Linnaeus, 1758) - Eristalis pacifica Violovitsh, 1977 - Eristalis parens Bigot, 1880 - Eristalis pertinax (Scopoli, 1763) - Eristalis persa Williston, 1891 - Eristalis picea (Fallén, 1817) - Eristalis precipua Williston, 1888 - Eristalis pseudorupium Kanervo, 1938 - Eristalis rabida Violovitsh, 1977 - Eristalis reflugens Doleschall, 1858 - Eristalis rossica Stackelberg 1958 - Eristalis rupium Fabricius, 1805 - Eristalis saphirina Bigot, 1880 - Eristalis saxorum Wiedemann, 1830 - Eristalis semicirculus Walker, 1852 - Eristalis similis (Fallén, 1817) - = Eristalis pratorum Meigen, 1822 - Eristalis stipator Osten Sacken, 1877 - Eristalis tammensis Bagatshanova, 1980 - Eristalis tenax (Linnaeus, 1758) - Eristalis tibetica Violovitsh, 1976 - Eristalis transversa Wiedemann, 1830 - Eristalis tricolor Bigot, 1880 - Eristalis tundrarum Frey, 1932 - Eristalis vallei (Kanervo, 1934) |

Danh sách này không đầy đủ, bạn cũng có thể giúp mở rộng danh sách.

## Hình ảnh

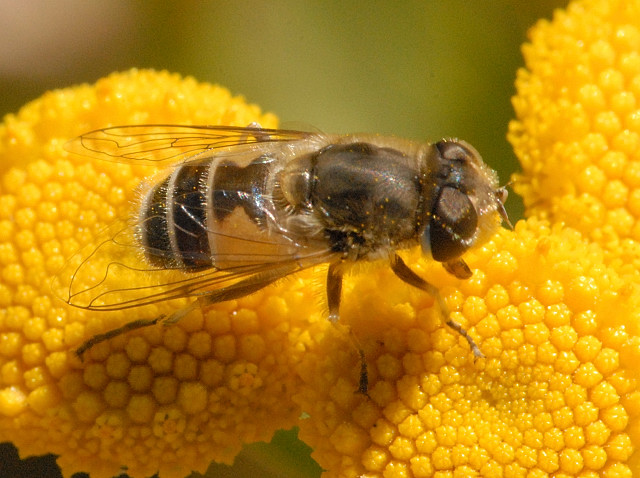
Con cái Eristalis abusiva
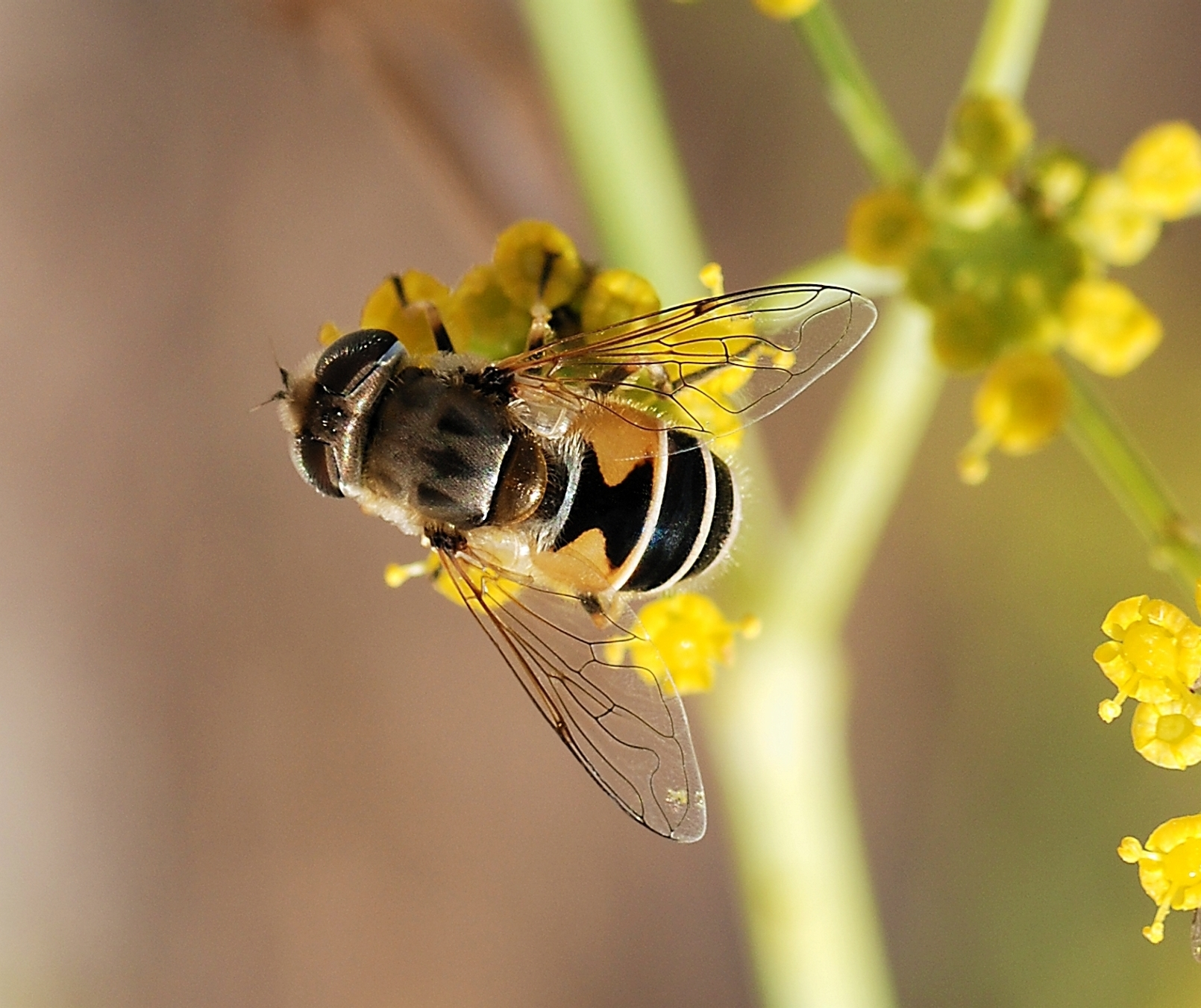
Con cái Eristalis arbustorum
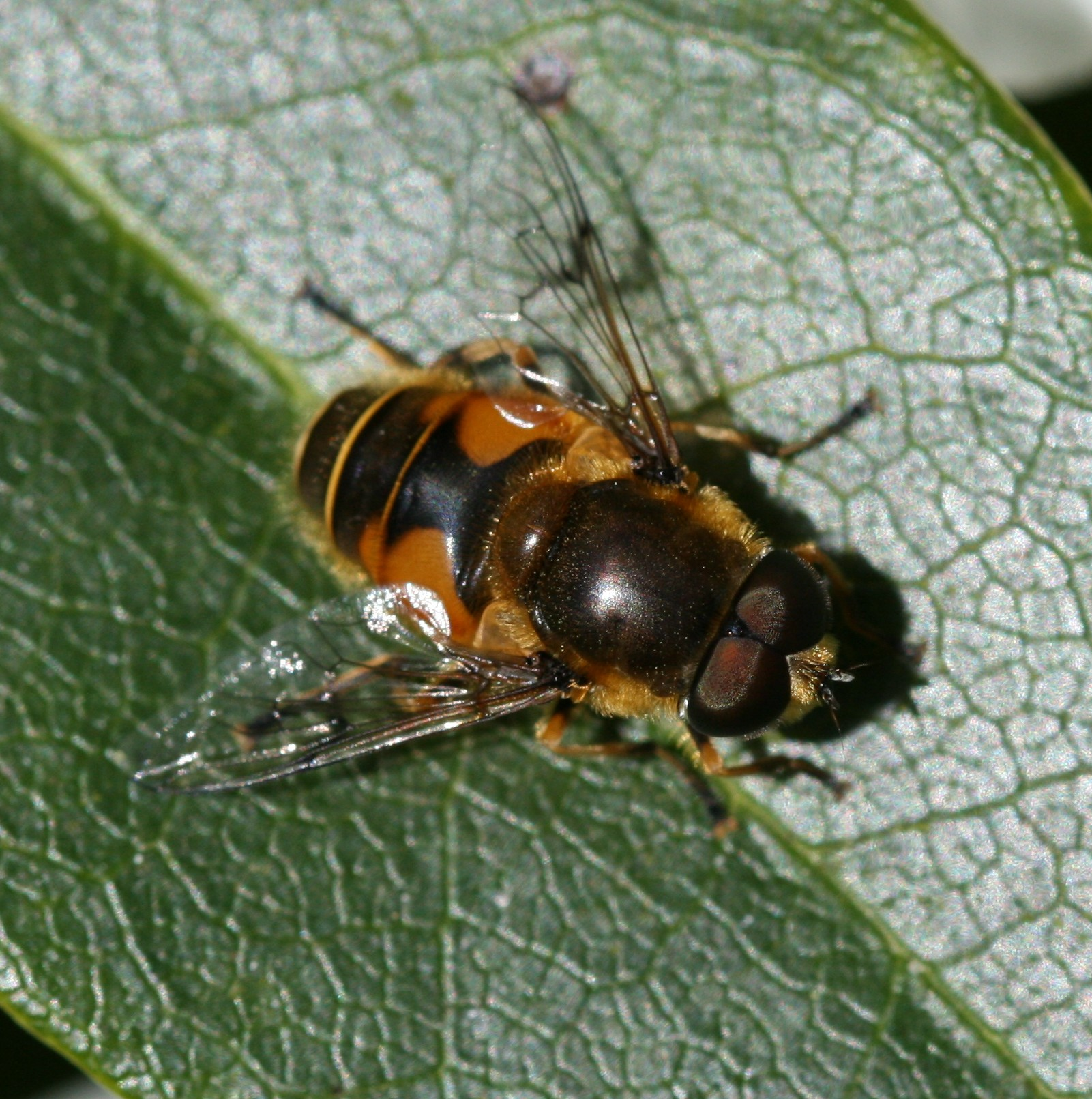
Con đực Eristalis horticola
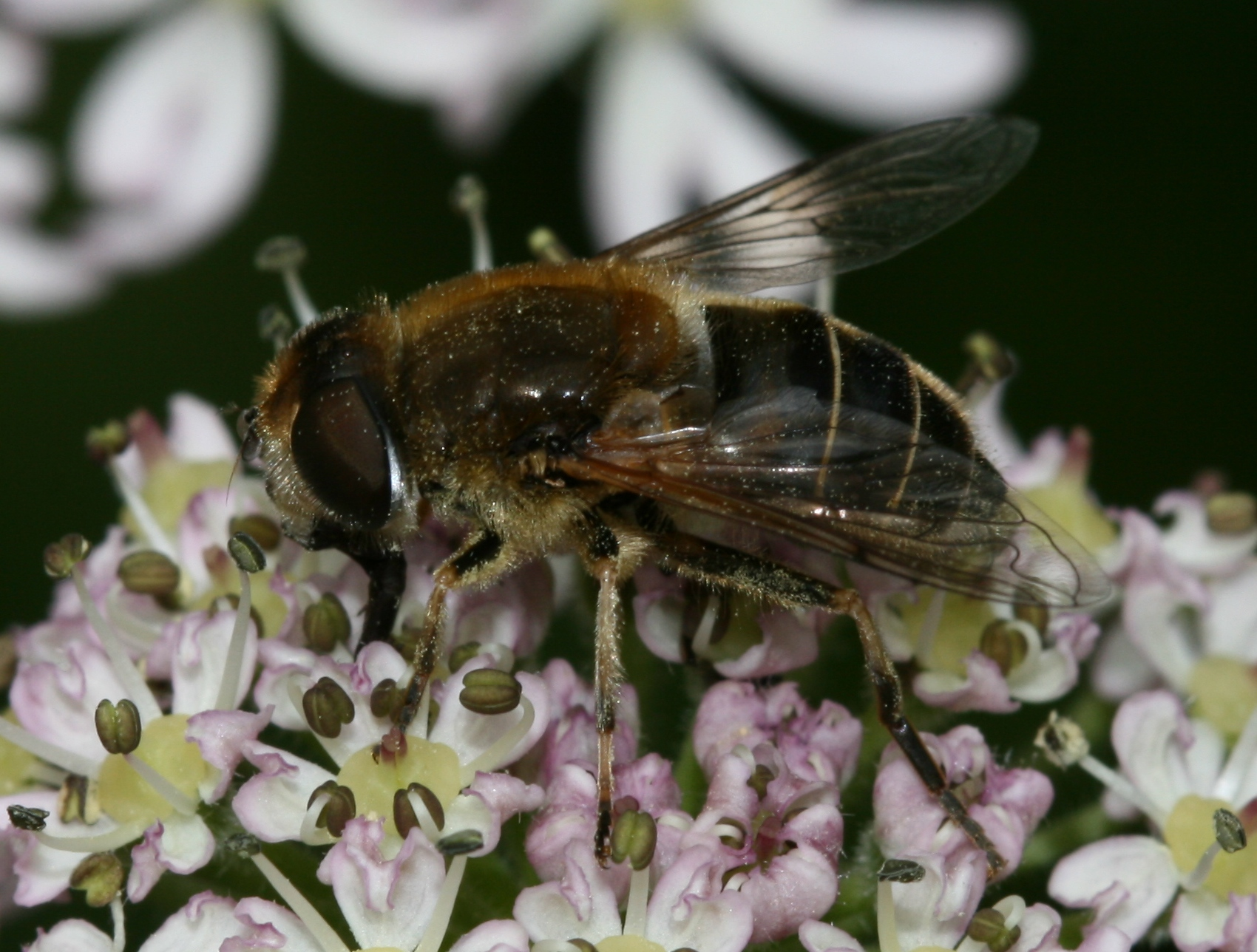
Con cái Eristalis interrupta
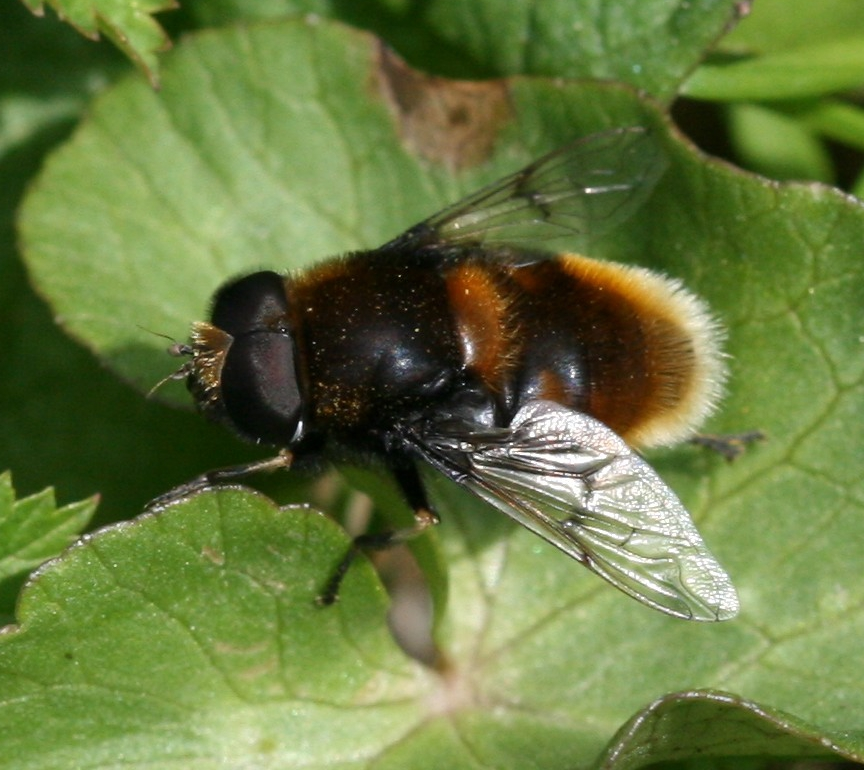
Con đực Eristalis intricarius
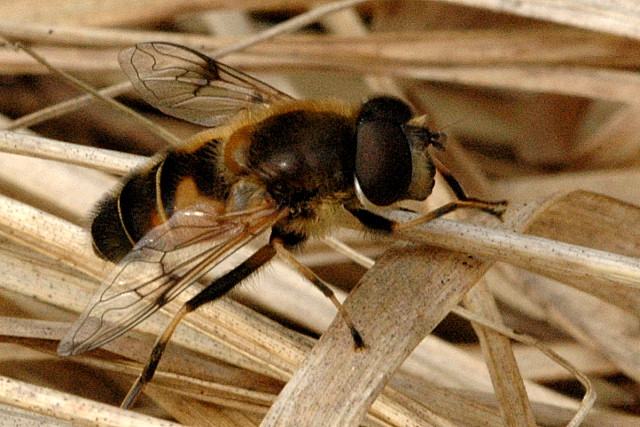
Con đực Eristalis picea
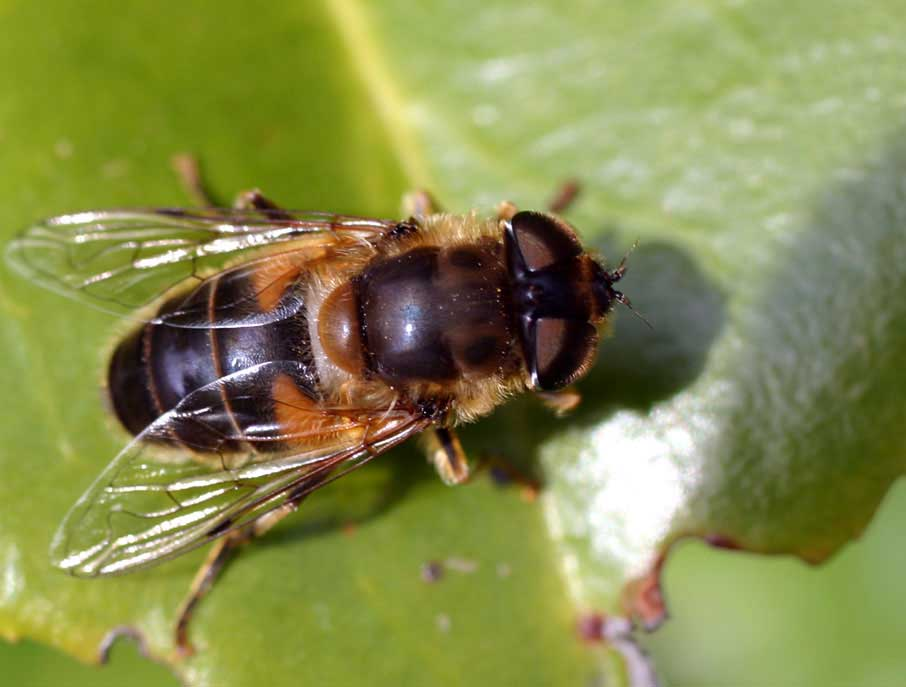
Con cái Eristalis pertinax
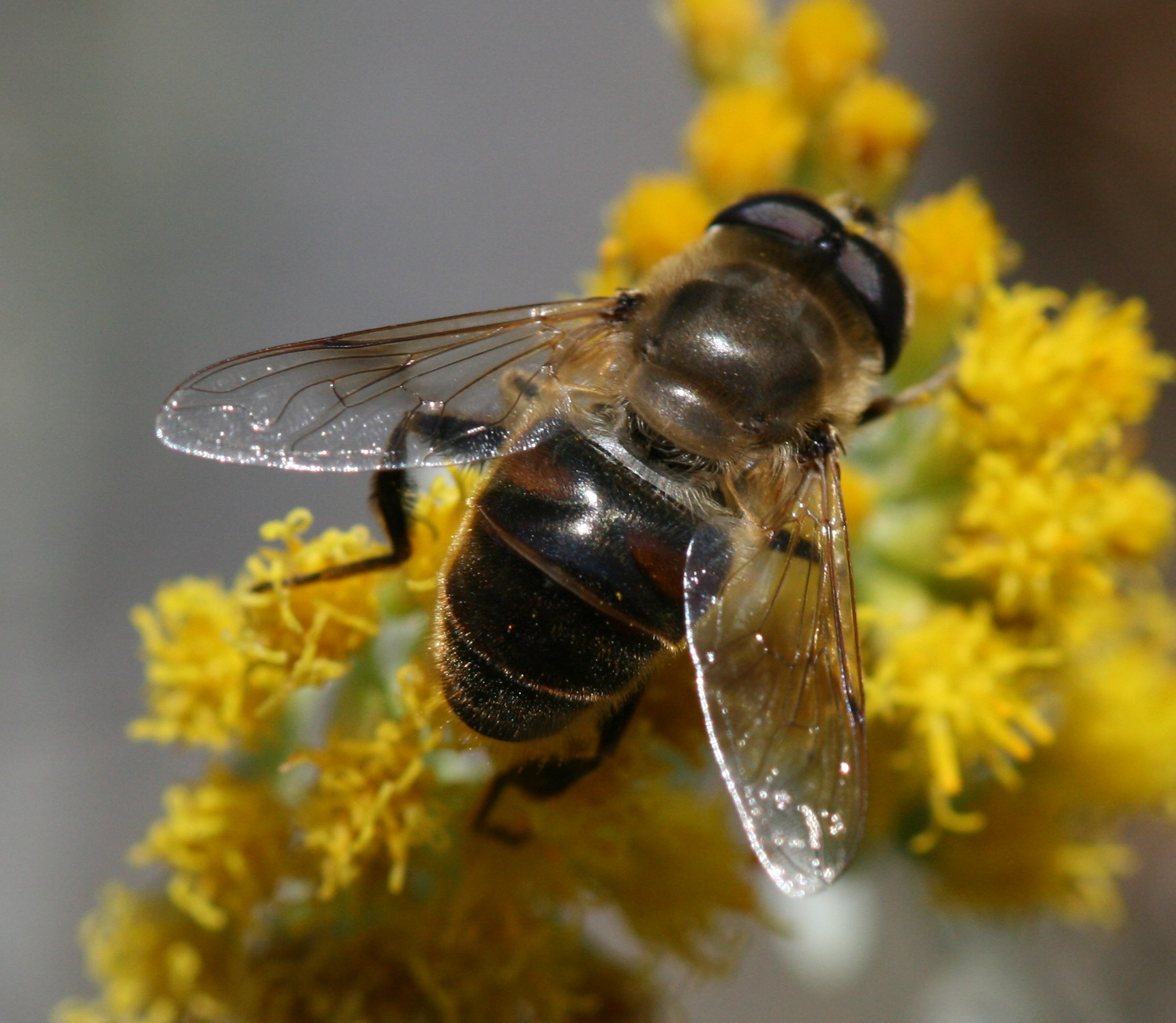
Con đực Eristalis tenax